# کربودی‌ایمید

ساختار کلی کربودی‌ایمید: بخش اصلی گروه عاملی که به رنگ آبی است با گروه های جانبی(R) متصل شده است.

در شیمی آلی ، یک کربودی‌ایمید(به انگلیسی: Carbodiimide) یک گروه عاملی با فرمول شیمیایی RN=C=NR است. این مواد صرفاً مصنوعی هستند و یکی از کربودی‌ایمیدهای مشهور ان، ان-دی سیکلو هگزیل کربودی ایمید است که در سنتز پپتید استفاده می شود.